# Falklandoperla kelper
Genre
Espèce
Falklandoperla kelper est une espèce d'insectes plécoptères de la famille des Gripopterygidae, la seule du genre Falklandoperla.

## Distribution
Cette espèce est endémique des îles Malouines.

## Publication originale
- McLellan, 2001 : Falklandoperla kelper new genus and species of Gripopterygidae (Plecoptera) from the Falkland Islands. Aquatic Insects, vol. 23, n.  2, p. 153-160.